# 浙江实业银行杭州分行旧址
浙江实业银行杭州分行旧址位于浙江省杭州市上城区中山中路与甘泽坊巷交叉口西北，中山中路西侧193-3号、甘泽坊巷9号。浙江实业银行建于1925-1926年，为三层西式建筑。现为某公司办公楼。
2000年7月，浙江实业银行杭州分行旧址作为中山中路近代建筑群的一部分，列为杭州市文物保护单位。2017年，单独列为浙江省文物保护单位。